# قائمة الكنائس القبطية الأرثوذكسية في الولايات المتحدة الامريكية
فيما يلي قائمة غير كاملة للكنائس القبطية الأرثوذكسية في الولايات المتحدة؛ يبلغ العدد أكثر من 287  كنيسة وتجمع للعائلات القبطية:

## أبرشية جنوب الولايات المتحدة
انظر أيضا: أبرشية جنوب الولايات الأمريكية
مطران الأبرشية هو الأنبا يوسف. ويساعده أسقفان عامان، الأنبا باسيل والأنبا غريغوريوي.

### ألاباما
- كنيسة القديس يحنس كاما القبطية الأرثوذكسية، برمنغهام (ألاباما)
- المجتمع القبطي، موبيل (ألاباما)

### أريزونا
- كنيسة مارمرقس القبطية الأرثوذكسية، سكوتسديل
- كنيسة القديسة مريم القبطية الأرثوذكسية، بيوريا
- كنيسة القديس يوحنا الحبيب القبطية الأرثوذكسية، توسان
- كنيسة القديس يوسف النجار الكنيسة القبطية الأرثوذكسية، فينيكس
- مجموعة عائلات قبطية في شمال أريزونا
- كنيسة رئيس الملائكة ميخائيل القبطية الأرثوذكسية الأمريكية، براديس فالي

### أركنساس
- كنيسة القديس جورج القبطية الأرثوذكسية، ليتل روك
- كنيسة القديس مريم - فايتفيل

### فلوريدا
- كنيسة رئيس الملائكة ميخائيل القبطية الأرثوذكسية، ملبورن
- كنيسة القديس أنطونيس القبطية الأرثوذكسية، ميتلاند
- كنيسة القديس أثناسيوس القبطية الأرثوذكسية، بينساكولا
- كنيسة القديسة دميانة القبطية الأرثوذكسية، جاكسونفيل
- كنيسة مارجرجس القبطية الأرثوذكسية، دايتونا بيتش
- كنيسة مارجرجس القبطية الأرثوذكسية، تامبا
- كنيسة القديس يوحنا المعمدان القبطية الأرثوذكسية، ميرامار
- كنيسة مارمرقس القبطية الأرثوذكسية، فورت مايرز
- كنيسة القديسة مريم القبطية الأرثوذكسية، ديلراي بيتش
- كنيسة القديسة مريم ورئيس الملائكة ميخائيل القبطية الأرثوذكسية، أوفييدو
- كنيسة كنيسة القديسة مريم ومارجرجس القبطية الأرثوذكسية، تالاهاسي
- كنيسة القديسة مريم ومارمينا القبطية الأرثوذكسية، كليرووتر
- كنيسة القديسة مريم المجدلية القبطية الأرثوذكسية، غينزفيل
- كنيسة القديس بطرس خاتم الشهداء القبطية الأرثوذكسية، ويست بالم بيتش
- كنيسة القديس فيلوباتير القبطية الأرثوذكسية، فيرو بيتش
- كنيسة القديسة رفقة القبطية الأرثوذكسية، أورلاندو
- كنيسة القديس رويس القبطية الأرثوذكسية، كنيسة ويسلي
- كنيسة القديس سمعان الخراز القبطية الأرثوذكسية، ساراسوتا
- كنيسة القديسة فيرينا القبطية الأرثوذكسية، نيو بورت ريتشي
- مركز القديس أسطفانوس، تيتوسفيل
- مجموعة عائلات قبطية في كريستال ريفر
- مجموعة عائلات قبطية في دافنبورت
- مجموعة عائلات قبطية في ديستن
- مجموعة عائلات قبطية في كيز
- مجموعة عائلات قبطية في مدينة بنما
- مجموعة عائلات قبطية في وايلدوود

### جورجيا
- كنيسة رئيس الملائكة ميخائيل القبطية الأرثوذكسية، ماكون
- كنيسة القديس أبانوب القبطية الأرثوذكسية، سافانا
- كنيسة القديس أوغسطينوس القبطية الأرثوذكسية، أوغوستا
- كنيسة القديسة مريم القبطية الأرثوذكسية، روزويل
- كنيسة القديس بولس القبطية الأرثوذكسية، الصواني
- كنيسة القديس أنطونيس القبطية الأرثوذكسية، مدينة بيتشتري
- كنيسة التوحيد الأرثوذكسية الإريترية، ليثونيا

### لويزيانا
- كنيسة القديسة بربارة القبطية الأرثوذكسية، شريفبورت
- كنيسة مارمرقس القبطية الأرثوذكسية، نيو أورلينز
- كنيسة القديسة مريم المصرية القبطية الأرثوذكسية، لافاييت

### نيومكسيكو
- كنيسة القديس بيشوي القبطية الأرثوذكسية، ألباكركي

### أوكلاهوما
- كنيسة القديسة مريم والقديسة دميانة القبطية الأرثوذكسية، أوكلاهوما سيتي
- كنيسة القديس بطرس والقديس بولس القبطية الأرثوذكسية، تولسا
- كنيسة القديس صموئيل المعترف القبطية الأرثوذكسية، لوتون

### تينيسي
- كنيسة رئيس الملائكة ميخائيل القبطية الأرثوذكسية، لا فيرجن
- كنيسة القديس أثناسيوس القبطية الأرثوذكسية، أولتيوا
- كنيسة مارجرجس القبطية الأرثوذكسية، ناشفيل
- كنيسة مارمرقس القبطية الأرثوذكسية، ناشفيل
- كنيسة القديسة مريم القبطية الأرثوذكسية، نوكسفيل
- كنيسة القديسة مريم القبطية الأرثوذكسية، ناشفيل
- كنيسة القديسة مريم والقديس رويس القبطية الأرثوذكسية، ممفيس
- كنيسة مارمينا القبطية الأرثوذكسية، ناشفيل
- كنيسة القديس بيشوي القبطية الأرثوذكسية، أنطاكية
- كنيسة القديس صرابامون القبطية الأرثوذكسية، كلاركسفيل

### تكساس
- كنيسة رئيس الملائكة رافائيل القبطية الأرثوذكسية، هيوستن
- كنيسة القديسة مريم ورئيس الملائكة ميخائيل القبطية الأرثوذكسية، هيوستن
- كنيسة القديس بولس القبطية الأرثوذكسية، هيوستن
- كنيسة القديس أبانوب القبطية الأرثوذكسية، يوليس
- كنيسة القديس أنطوني القبطية الأرثوذكسية، سان أنطونيو
- كنيسة القديس مينا القبطية الأرثوذكسية، فورت وورث
- كنيسة القديس جورج القبطية الأرثوذكسية، أرلينغتون
- كنيسة القديس جورج القبطية الأرثوذكسية، لوبوك
- كنيسة القديس مرقس القبطية الأرثوذكسية، بيللير
- كنيسة القديسة مريم القبطية الأرثوذكسية، كوليفيل
- كنيسة القديس فيلوباتير القبطية الأرثوذكسية، ريتشاردسون
- الكنيسة القبطية الأرثوذكسية القبطية الصليب المقدس، راوند روك [2]
- مجموعة عائلات قبطية في بومونت
- مجموعة عائلات قبطية في كوليج ستيشن (تكساس)
- دير القديسة مريم والقديس موسى، كوربوس كريستي

## أبرشية لوس أنجلوس وجنوب كاليفورنيا وهاواي
انظر أيضا: أبرشية الأقباط الأرثوذكس في لوس أنجلوس وجنوب كاليفورنيا وهاواي
مطران الأبرشية هو الأنبا سيرابيون. ويساعده أسقفان عامان: المطران أبراهام والمطران كيرلس.

### جنوب كاليفورنيا
- كنيسة رئيس الملائكة ميخائيل القبطية الأرثوذكسية، سانتا آنا
- كنيسة رئيس الملائكة ميخائيل القبطية الأرثوذكسية، وادي سيمي
- كنيسة رؤساء الملائكة ميخائيل وجبرائيل القبطية الأرثوذكسية، فريسنو
- كنيسة رئيس الملائكة رافائيل ومارمينا القبطية الأرثوذكسية، بالمديل
- كنيسة الراعي الصالح القبطية الأرثوذكسية الأمريكية، لونج بيتش ، كاليفورنيا
- كنيسة المسيح الفادي القبطية الأرثوذكسية الأمريكية، ليكوود ، كاليفورنيا
- كنيسة المسيح المخلص القبطية الأرثوذكسية الأمريكية، شيرمان أوكس
- كنيسة البشارة المقدسة القبطية الأرثوذكسية، هوثورن
- كنيسة الصليب المقدس القبطية الأرثوذكسية، أوشنسايد
- كنيسة الصليب المقدس القبطية الأرثوذكسية، سان دييغو
- كنيسة القيامة القبطية الأرثوذكسية الأمريكية، لوس أنجلوس
- كنيسة التجلي القبطية الأرثوذكسية القبطية، تشينو
- كنيسة القديسة مريم والقديس بيشوي القبطية الأرثوذكسية، لوس أنجلوس
- كنيسة القديس أبانوب والقديس أنطونيس القبطية الأرثوذكسية، نوركو
- دير القديس أنطونيوس القبطي الأرثوذكسي، نيوبيري سبرينجز
- كنيسة القديس بيشوي والقديس بولس القبطية الأرثوذكسية، لوس أنجلوس
- كنيسة القديس كيرلس عمود الدين القبطية الأرثوذكسية، إيروينديل
- كنيسة القديسة دميانة القبطية الأرثوذكسية، بيكرسفيلد
- كنيسة القديسة دميانة القبطية الأرثوذكسية، سان دييغو
- كنيسة مارجرجس القبطية الأرثوذكسية، بيلفلاوير (كاليفورنيا)
- كنيسة مارجرجس والقديس بيشوي القبطية الأرثوذكسية، فيساليا
- كنيسة مارجرجس المزاحم القبطية الأرثوذكسية، هيميت (كاليفورنيا)
- كنيسة ماريوحنا الحبيب القبطية الأرثوذكسية، كوفينا
- كنيسة القديس يوحنا المعمدان القبطية الأرثوذكسية، أوكسنارد
- كنيسة القديسة يوستينا القبطية الأرثوذكسية، رانشو كوكامونجا
- كنيسة القديسة مارينا القبطية الأرثوذكسية، ايرفين
- كنيسة مارمرقس القبطية الأرثوذكسية، لوس أنجلوس
- كنيسة القديسة مريم القبطية الأرثوذكسية، فيكتورفيل
- كنيسة القديسة مريم والقديس أثناسيوس القبطية الأرثوذكسية، نورثريدج
- كنيسة القديسة مريم والقديسة فيرينا القبطية الأرثوذكسية، يوربا ليندا
- كنيسة القديسة مريم المجدلية القبطية الأرثوذكسية، بالم سبرينغز
- كنيسة القديسة مريم المصرية القبطية الأرثوذكسية المصرية، نيوهول
- كنيسة القديس موريس ومركز سانت فيرينا القبطية، بيغ بير لاكي (كاليفورنيا)
- كنيسة القديس موريس القبطية الأرثوذكسية، بومونا
- كنيسة القديس مرقوريوس والقديس أبرام القبطية الأرثوذكسية، تورانس
- كنيسة مارمينا القبطية الأرثوذكسية ، كولتون
- كنيسة القديس بولس القبطية الأرثوذكسية الأمريكية ، توستين
- كنيسة القديس بطرس والقديس بولس القبطية الأرثوذكسية ، سانتا مونيكا
- كنيسة القديس البابا كيرلس السادس القبطية الأرثوذكسية ، وستمنستر
- كنيسة القديس توماس الناسك القبطية الأرثوذكسية ، تيميكولا
- مركز القديسة فيرينا والثلاثة فتية ، أورانج
- كنيسة الأنبا مكاري الثلاثة القبطية الأرثوذكسية ، سانتا ماريا

### هاواي
- كنيسة القديس مرقس القبطية الأرثوذكسية ، هونولولو

## أبرشية نيويورك ونيو إنجلاند
انظر أيضا: أبرشية نيويورك ونيو إنجلاند
أسقف الأبرشية هو الأنبا ديفيد.

### كونيتيكت
- كنيسة القديسة مريم العذراء ورئيس الملائكة ميخائيل القبطية الأرثوذكسية ، هامدن
- كنيسة القديس بطرس والقديس أندراوس القبطية الأرثوذكسية ، ستامفورد
- مجموعة عائلات قبطية في واتربري
- مجموعة عائلات قبطية في ووترفورد

### مين
- كنيسة القديس كاراس والقديس بيشوي ، بانجور

### ماساتشوستس
- كنيسة القديسة مريم ، تشارلتون
- كنيسة مارمرقس القبطية الأرثوذكسية ، ناتيك
- كنيسة كنيسة القديسة مريم ومارجرجس القبطية الأرثوذكسية ، مارشفيلد
- كنيسة نياح القديسة مريم العذراء القبطية الأرثوذكسية ، ميلفورد
- كنيسة القديس بولس والقديس يوحنا الذهبي الفم ، بوسطن
- كنيسة القديس فيلوبانير ومارمينا القبطية الأرثوذكسية ، وايلاند
- كنيسة العائلة المقدسة القبطية الأرثوذكسية القبطية ، أتلبورو

### نيو هامبشاير
- كنيسة القديسة مريم ورئيس الملائكة ميخائيل ، ناشوا

### نيويورك

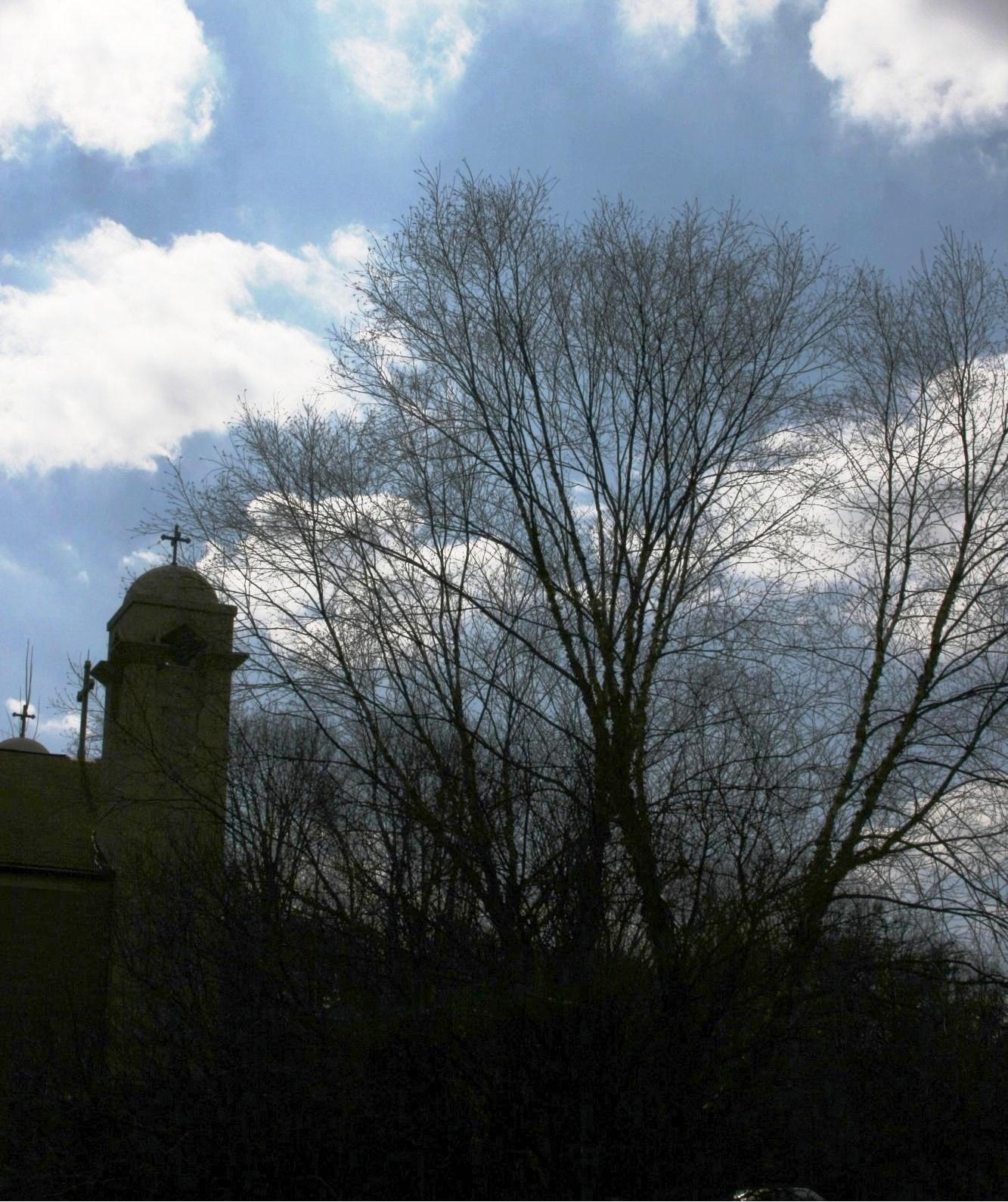
منظر لكنيسة القديس أبرأم في لونج آيلند من الخارج

- كنيسة رئيس الملائكة ميخائيل ومارمينا القبطية الأرثوذكسية ، (جزيرة ستاتن)
- كنيسة مارجرجس القبطية الأرثوذكسية ، أستوريا (كوينز)
- كنيسة مارجرجس القبطية الأرثوذكسية ، بروكلين
- كنيسة القديسة هيلانة والقديسة أناسيمون القبطية الأرثوذكسية ، فلاشينغ
- كنيسة مارمرقس القبطية الأرثوذكسية ، مانهاتن
- كنيسة مارمرقس القبطية الأرثوذكسية ، غرب هنريتا
- كنيسة مارمرقس والقديس أبرأم القبطية الأرثوذكسية، (لونغ آيلاند)
- كنيسة القديسة مريم والقديس أنطونيوس القبطية الأرثوذكسية، ريدجوود (كوينز)
- كنيسة القديسة مريم والقديسة دميانة القبطية الأرثوذكسية ، وايت بلينز
- كنيسة القديسة مريم ومارجرجس القبطية الأرثوذكسية ، ألباني
- كنيسة القديسة مريم ومارمينا القبطية الأرثوذكسية ، سيراكيوز
- كنيسة القديسة مريم والقديس موسى الأسود القبطية الأرثوذكسية ، نورث توناواندا (نيويورك)
- إرسالية القديس بطرس والقديس بولس القبطية الأرثوذكسية ، روتشستر
- دير الانبا شنودة هنريتا (نيويورك)
- كنيسة القديسة مريم ومارجرجس القبطية الأرثوذكسية ، (جزيرة ستاتن)
- كنيسة القديسة مريم والقديس باخوميوس القبطية الأرثوذكسية ، ستوني بوينت

### رود آيلاند
- كنيسة القديسة مريم ومارمينا القبطية الأرثوذكسية ، كرانستون

### فيرمونت
- كنيسة القديسة مريم ورئيس الملائكة رافائيل القبطية الأرثوذكسية ، برلنغتون

## أبرشية كارولينا الشمالية وكارولينا الجنوبية وكنتاكي
أسقف الأبرشية هو الأنبا بيتر.

### كارولينا الشمالية
- كنيسة رئيس الملائكة ميخائيل والقديس فيلوباتير القبطية الأرثوذكسية ، ونستون سالم
- كنيسة رئيس الملائكة رافائيل والقديس يوحنا الحبيب القبطية الأرثوذكسية ، تشابل هيل
- كنيسة مارمرقس القبطية الأرثوذكسية ، شارلوت
- كنيسة القديسة مريم القبطية الأرثوذكسية ، رالي

### كارولينا الجنوبية
- كنيسة رئيس الملائكة ميخائيل القبطية الأرثوذكسية ، جرينفيل
- كنيسة مارمرقس القبطية الأرثوذكسية ، ميرتل بيتش
- كنيسة القديسة مريم القبطية الأرثوذكسية ، مولدين
- كنيسة القديسة مريم ومارجرجس القبطية الأرثوذكسية ، تشارلستون
- كنيسة القديسة مريم ومارمينا القبطية الأرثوذكسية ، فورت ميل

### كنتاكي
- كنيسة القديسة مريم والقديس فيلوباتير القبطية الأرثوذكسية ، ليكسينغتون
- كنيسة مارمرقس القبطية الأرثوذكسية ، لويزفيل

## أبرشية بنسلفانيا وماريلاند وديلاوير ووست فيرجينيا
أسقف الأبرشية هو الأنبا كاراس.

### بنسلفانيا
- كنيسة القديس أنطونيس القبطية الأرثوذكسية ، آنفيل
- كنيسة مارجرجس القبطية الأرثوذكسية ، نوريستاون (فيلادلفيا)
- كنيسة مارمرقس القبطية الأرثوذكسية ، هاريسبرج
- كنيسة القديسة مريم القبطية الأرثوذكسية ، أمبريدج
- كنيسة القديسة مريم القبطية الأرثوذكسية ، سيلفر سبرينغ
- كنيسة القديسة مريم والقديس بيشوي القبطية الأرثوذكسية ، آلينتاون
- كنيسة القديسة مريم والقديس كيرلس القبطية الأرثوذكسية ، هاتفيلد
- كنيسة القديسة مريم والقديس مرقوريوس القبطية الأرثوذكسية ، ديفون
- كنيسة مارمينا القبطية الأرثوذكسية ، ألتونا
- كنيسة القديسة مريم والقديس مارينا القبطية الأرثوذكسية ، جبل بوكونو
- كنيسة مارمينا والبابا كيرلس القبطية الأرثوذكسية ، كارلايل

### ماريلاند
- كنيسة القديس برنابا والقديسة سوسنة القبطية الأرثوذكسية ، بالتيمور
- كنيسة مارجرجس القبطية الأرثوذكسية ، كابين يوحنا
- كنيسة القديسة مريم القبطية الأرثوذكسية ، كوكسفيل

### ديلاوير
- كنيسة القديسة مريم القبطية الأرثوذكسية في ديلاوير ، نيوارك

### فرجينيا الغربية
- كنيسة القديسة مريم ورئيس الملائكة غبريال القبطية الأرثوذكسية ، تشارلستون
- كنيسة رئيس الملائكة غبريال ومارمينا القبطية الأرثوذكسية ، هنتنغتون

## أبرشية أوهايو وميشيغان وإنديانا
أسقف الأبرشية هو الأنبا سيرافيم.

### أوهايو
- كنيسة مارجرجس القبطية الأرثوذكسية ، واتيرفيل
- كنيسة مارمرقس القبطية الأرثوذكسية ، سيفن هيلز (كليفلاند)
- كنيسة القديسة مريم القبطية الأرثوذكسية ، كولومبوس
- دير القديسة مريم والقديس يوحنا ، وارن
- كنيسة مارمينا والقديس أبانوب القبطية الأرثوذكسية ، بمياميسبيرغ (دايتون)
- كنيسة القديس بطرس ومارجرجس القبطية الأرثوذكسية ، ويست ليك (أوهايو)

### ميشيغان
- كنيسة مارمرقس القبطية الأرثوذكسية ، تروي (ميشيغان)
- كنيسة القديسة مريم القبطية الأرثوذكسية ، آن أربر
- كنيسة القديسة مريم ومارمينا القبطية الأرثوذكسية ، غراند رابيدز
- كنيسة القديسة مريم والقديس فيلوباتير القبطية الأرثوذكسية ، طروادة
- كنيسة مارمينا القبطية الأرثوذكسية ، ميو
- كنيسة الصليب المقدس القبطية الأرثوذكسية ، فارمنجتون هيلز
- مجموعة عائلات قبطية في لانسنغ

### إنديانا
- كنيسة القديسة مريم ومارمرقس القبطية الأرثوذكسية ، إنديانابوليس

## أبرشية فيرجينيا
أسقف الأبرشية هوالأنبا مايكل ، أسقف الإسكندرية وكل فرجينيا.
- كنيسة مارمينا ، ألتونا ، بنسلفانيا
- كنيسة مارجرجس ، كابين جون ، ماريلاند
- كنيسة القديس موسى ، أشبورن ، فيرجينيا
- كنيسة رئيس الملائكة ميخائيل والقديس أنطونيوس ، ريتشموند ، فيرجينيا
- كنيسة مارجرجس ، هامبتون ، فيرجينيا
- كنيسة القديسة مريم والقديس مرقوريوس ، ستافورد ، فيرجينيا

## أبرشية شمال كاليفورنيا
هذه الأبرشية تقع تحت مسؤولية بابا الإسكندرية مباشرة.

### كاليفورنيا
- كنيسة رئيس الملائكة ميخائيل والقديس مرقوريوس القبطية الأرثوذكسية ، ريدوود (كاليفورنيا)
- كنيسة القديس أنطونيوس القبطية الأرثوذكسية - هايوارد
- كنيسة مارجرس والقديس يوسف القبطية الأرثوذكسية ، كامبييل (سان خوسيه)
- كنيسة مارمرقس القبطية الأرثوذكسية ، مونتيري
- كنيسة مارمرقس القبطية الأرثوذكسية ، ريبون (موديستو)
- كنيسة القديسة مريم القبطية الأرثوذكسية ، روزفيل (ساكرامنتو)
- كنيسة القديسة مريم وماريوحنا القبطية الأرثوذكسية ، بليسانتون
- كنيسة القديسة مريم ومارمينا القبطية الأرثوذكسية ، كونكورد

كنيسه ماريوحنا بكوفينا

### واشنطن
- كنيسة مارجرجس القبطية الأرثوذكسية ، كيركلاند (سياتل)
- كنيسة القديسة مريم القبطية الأرثوذكسية ، لينوود
- كنيسة مارمرقس القبطية الأرثوذكسية ، بويالوب

### أوريغون
- كنيسة القديس أنطونيوس القبطية الأرثوذكسية ، بورتلاند
- كنيسة العذراء مريم والشهيدة مارينا الأرثوذكسية جيراشم

## أبرشية أمريكا الشمالية
هذه الأبرشية تقع تحت مسؤولية بابا الإسكندرية مباشرة. تشمل جميع الكنائس في أمريكا الشمالية التي لا تخضع لسلطة أي من الأبرشيات.

### كولورادو
- كنيسة مارمرقس القبطية الأرثوذكسية ، إنجلوود، (دنفر)

### ايداهو
- كنيسة مريم العذراء ومارمرقس القبطية الأرثوذكسية ، بويز

### إلينوي
- كنيسة القديسة مريم القبطية الأرثوذكسية ، بالاتين، (شيكاغو)
- كنيسة مارمرقس القبطية الأرثوذكسية - (بور ريدج ، إلينوي) كنيسة مارمرقس ، بور ريدج
- كنيسة مارجرجس القبطية الأرثوذكسية ، (موني ، إلينوي)، (شيكاغو)
- كنيسة القديس بولس القبطية الأرثوذكسية ، (شيكاغو)
- كنيسة مارمينا والقديس البابا كيرلس السادس القبطية الأرثوذكسية ، (أوربانا)

### ايوا
- كنيسة القديسة مريم القبطية الأرثوذكسية ، أوربنديل (دي موين)
- مجموعة عائلات قبطية في برلنغتون
- كنيسة القديسة مريم ومارجرجس القبطية الأرثوذكسية ، كاونسل بلافس

### مينيسوتا
- كنيسة القديسة مريم القبطية الأرثوذكسية ، جنوب سانت بول
- كنيسة مارجرجس القبطية الأرثوذكسية ، بليموث

### ميسوري
- كنيسة القديسة مريم والقديس أبرام القبطية الأرثوذكسية ، سانت لويس

### مونتانا
- كنيسة القديسة مريم والقديس كاراس ، بيلينجز

### نبراسكا
- كنيسة القديسة مريم ومارجرجس القبطية الأرثوذكسية ، أوماها.

### نيفادا
- كنيسة القديسة مريم القبطية الأرثوذكسية ، لاس فيغاس

### نيو جيرسي

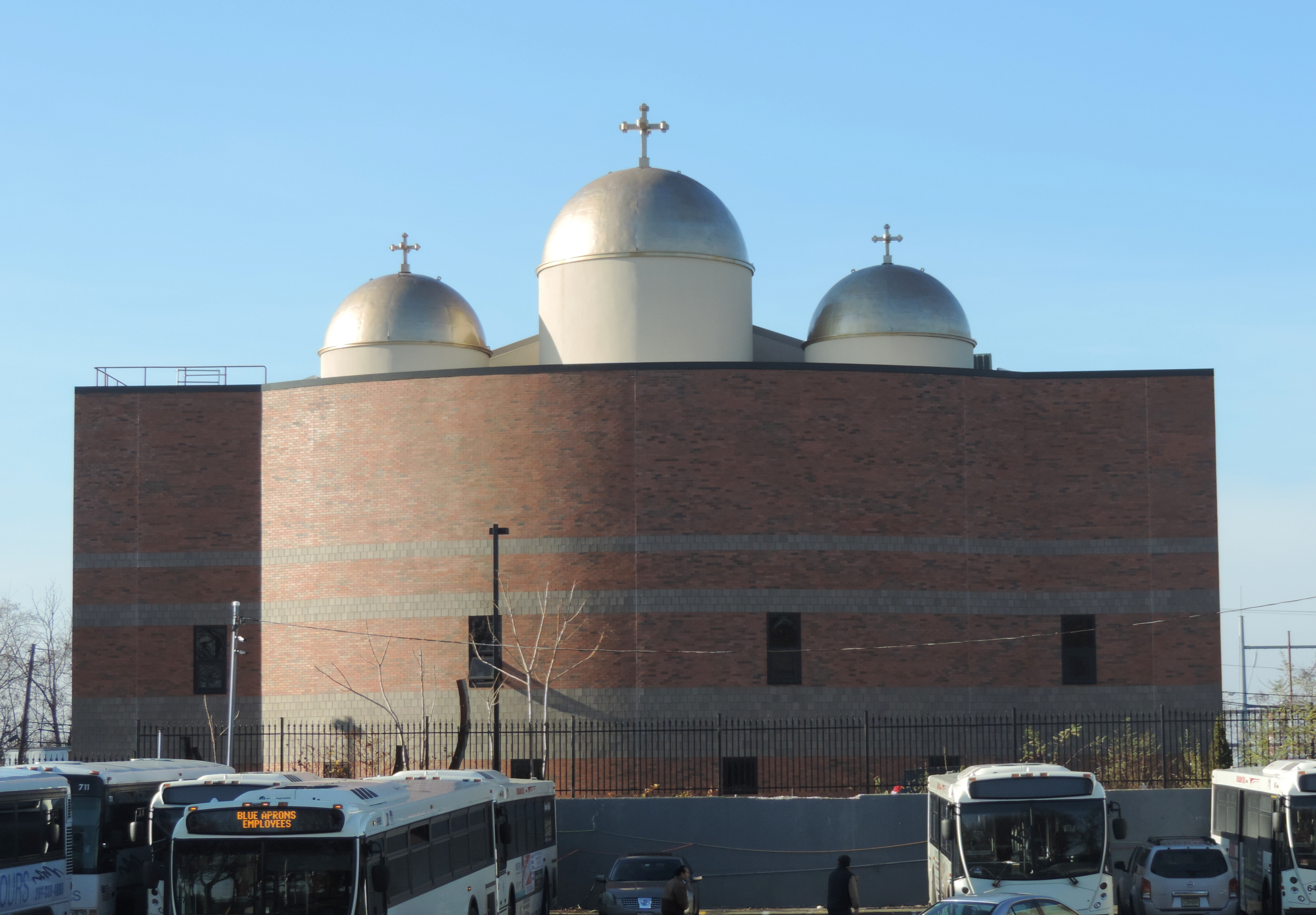
كنيسة القديس أبانوب والقديس أنطونيوس القبطية الأرثوذكسية ، بايون

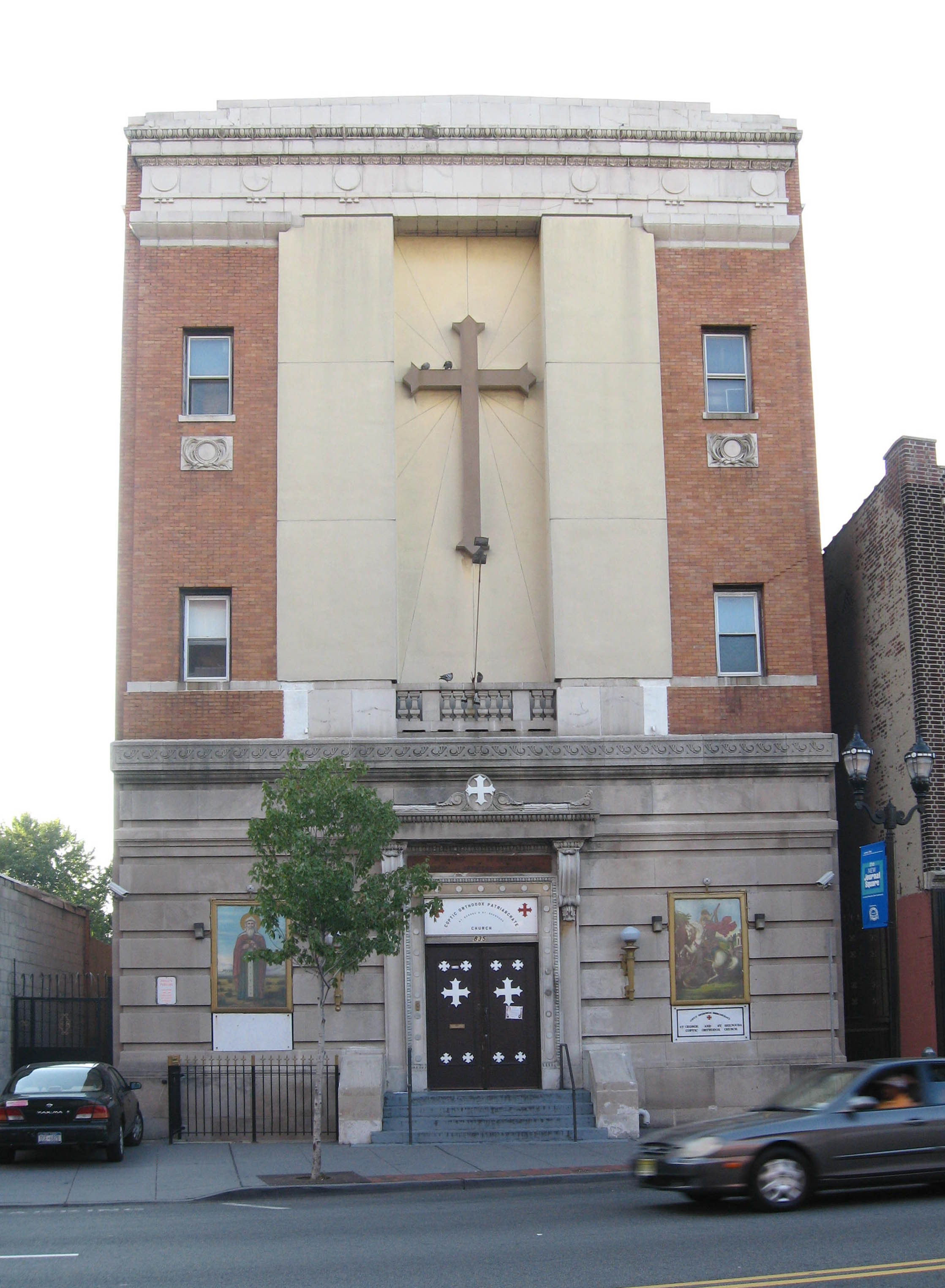
المبنى الحالي لكنيسة مارجرجس والقديس شنودة القبطية الأرثوذكسية ، وهي ثاني كنيسة تأسست في جيرسي سيتي.

- كنيسة البابا كيرلس السادس والارشيذياكون حبيب جرجس واشنطن تاونشيب

- كنيسة الأنبا موسى الأسود والقديس أبرام القبطية الأرثوذكسية ، بيسكاتواي
- كنيسة رئيس الملائكة ميخائيل القبطية الأرثوذكسية ، بلدة هاول
- كنيسة داود النبي والقديس كاراس القبطية الأرثوذكسية ، أوكلاند
- كنيسة القديسة مريم والأمير تادروس القبطية الأرثوذكسية ، سبوتسوود
- كنيسة القديس أبانوب والقديس أنطونيوس القبطية الأرثوذكسية ، بايون
- كنيسة القديس أنيانوس القبطية الأرثوذكسية ، برينستون
- كنيسة القديس أنطونيس القبطية الأرثوذكسية ، ميدفورد
- كنيسة القديس أنطونيوس ومارمينا القبطية الأرثوذكسية ، شرق روثرفورد
- كنيسة القديس أوغسطينوس والقديسة مونيكا القبطية الأرثوذكسية ، ساميت
- كنيسة مارجرجس والقديس شنودة القبطية الأرثوذكسية ، جيرسي سيتي
- كنيسة القديس يوحنا والقديسة مريم المجدلية القبطية الأرثوذكسية ، موريس بلينز
- كنيسة مارمرقس القبطية الأرثوذكسية ، سيدار غروف
- كنيسة مارمرقس القبطية الأرثوذكسية ، جيرسي سيتي
- كنيسة القديسة مريم القبطية الأرثوذكسية ، شرق برونزويك
- كنيسة القديسة مريم والقديس أثناسيوس القبطية الأرثوذكسية ، هيلزبورو
- كنيسة القديسة مريم وكنيسة القديس بيشوي القبطية الأرثوذكسية ، إليزابيث
- كنيسة القديسة مريم وكنيسة القديس مرقوريوس القبطية الأرثوذكسية ، بلفيل
- كنيسة القديسة مريم والقديس بولا القبطية الأرثوذكسية ، بارنيجات
- كنيسة القديسة مريم والقديس استفانوس القبطية الأرثوذكسية ، ساوث ريفر (نيوجيرسي)
- كنيسة القديسة مريم والقديس شنودة والقديس توما القبطية الأرثوذكسية ، هاميلتون
- كنيسة مارمينا القبطية الأرثوذكسية ، هولمدل
- كنيسة القديس بولس القبطية الأرثوذكسية ، مدينة ماكي
- كنيسة القديسة مريم والقديس يوحنا القبطية الأرثوذكسية ، بايون
- كنيسة القديسة مريم ورئيس الملائكة رافائيل القبطية الأرثوذكسية ، الجسر القديم
- كنيسة القديسة مريم المصرية والقديس تيموثاوس الرسول القبطية الأرثوذكسية ، كرانبري

### يوتا
- كنيسة القديسة مريم القبطية الأرثوذكسية ، سالت ليك سيتي

### فرجينيا
- كنيسة رئيس الملائكة ميخائيل والقديس أنطونيس القبطية الأرثوذكسية ، ريتشموند
- كنيسة القديس أبانوب القبطية الأرثوذكسية ، سبرينغفيلد
- كنيسة مارجرجس القبطية الأرثوذكسية ، هامبتون
- كنيسة القديس يوسف النجار القبطية الأرثوذكسية ، غينزفيل
- كنيسة القديس مارينا القبطية الأرثوذكسية ، وينشستر
- كنيسة مارمرقس القبطية الأرثوذكسية ، فيرفاكس
- كنيسة القديسة مريم القبطية الأرثوذكسية ، روانوك
- كنيسة القديسة مريم القبطية الأرثوذكسية ، يوركتاون
- كنيسة القديسة مريم واالقديس يوحنا المعمدان القبطية الأرثوذكسية ستونتون
- كنيسة القديسة مريم والقديس مرقوريوس القبطية الأرثوذكسية ، ستافورد
- كنيسة مارمينا والقديس البابا كيرلس القبطية الأرثوذكسية ، موسلي
- كنيسة القديس موسى القبطية الأرثوذكسية ، أشبورن
- كنيسة القديس فيلوباتير القبطية الأرثوذكسية ، فيرفاكس
- كنيسة القديس البابا كيرلس القبطية الأرثوذكسية - شانتيلي
- كنيسة القديس تيموثاوس والقديس أثناسيوس القبطية الأرثوذكسية ، أرلينغتون

### ويسكونسن
- كنيسة القديسة مريم والقديس أنطونيس القبطية الأرثوذكسية ، ميلواكي
- كنيسة القديسة مريم والقديس رويس القبطية الأرثوذكسية ، ماديسون
- كنيسة القديسة مريم ورئيس الملائكة ميخائيل القبطية الأرثوذكسية ، سبرينغفيلد

## أقاليم الولايات المتحدة
بالإضافة إلى الولايات الكونفدرالية ، تنتمي العديد من المناطق الأخرى إلى الأراضي الخاضعة رسميًا للولايات المتحدة:

### جزر فيرجن الأمريكية
- كنيسة مارمرقس القبطية الأرثوذكسية ، سانت توماس

## صور

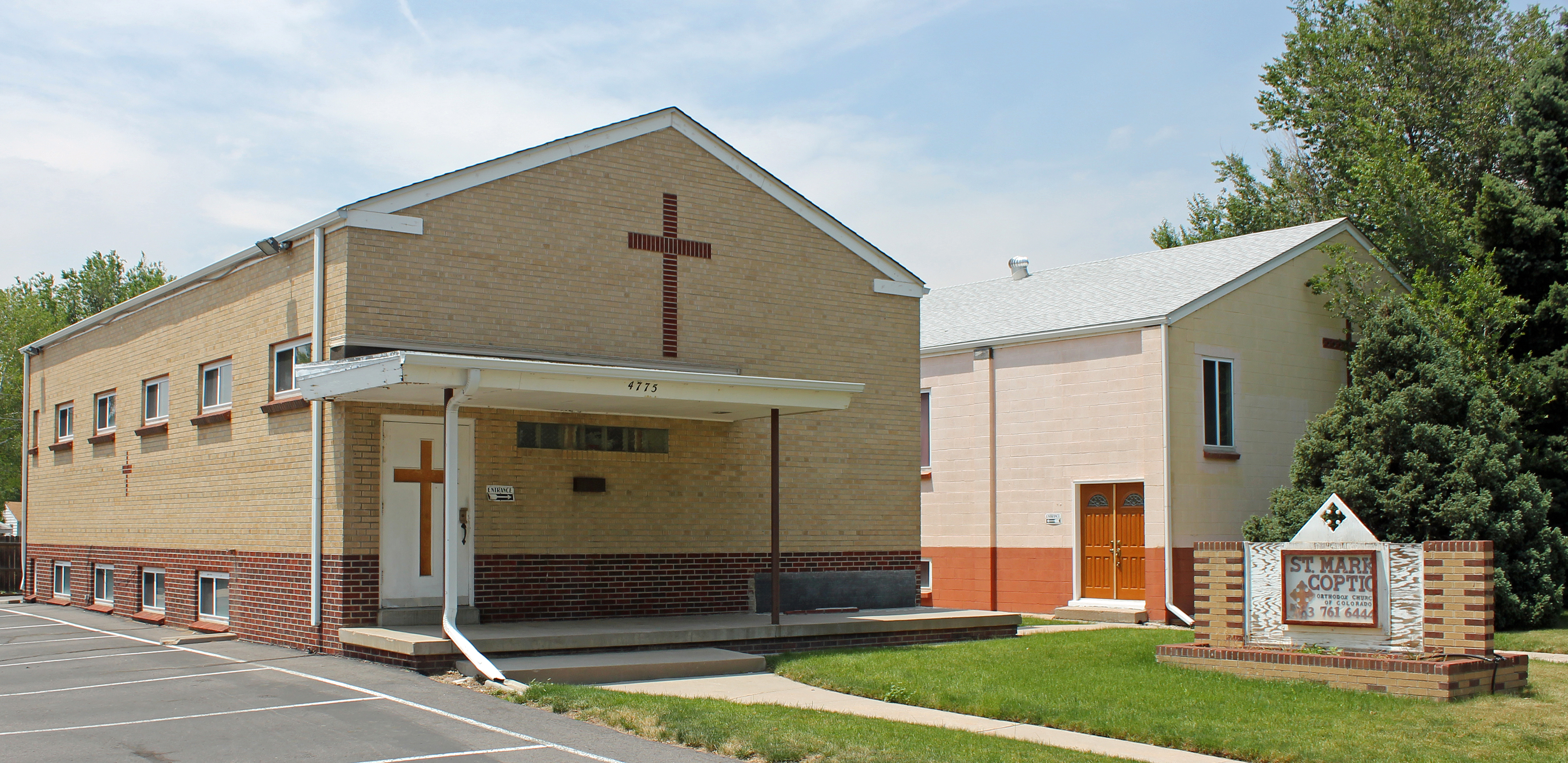
كنيسة مارمرقس القبطية الأرثوذكسية بمدينة إنجلوود ، كولورادو
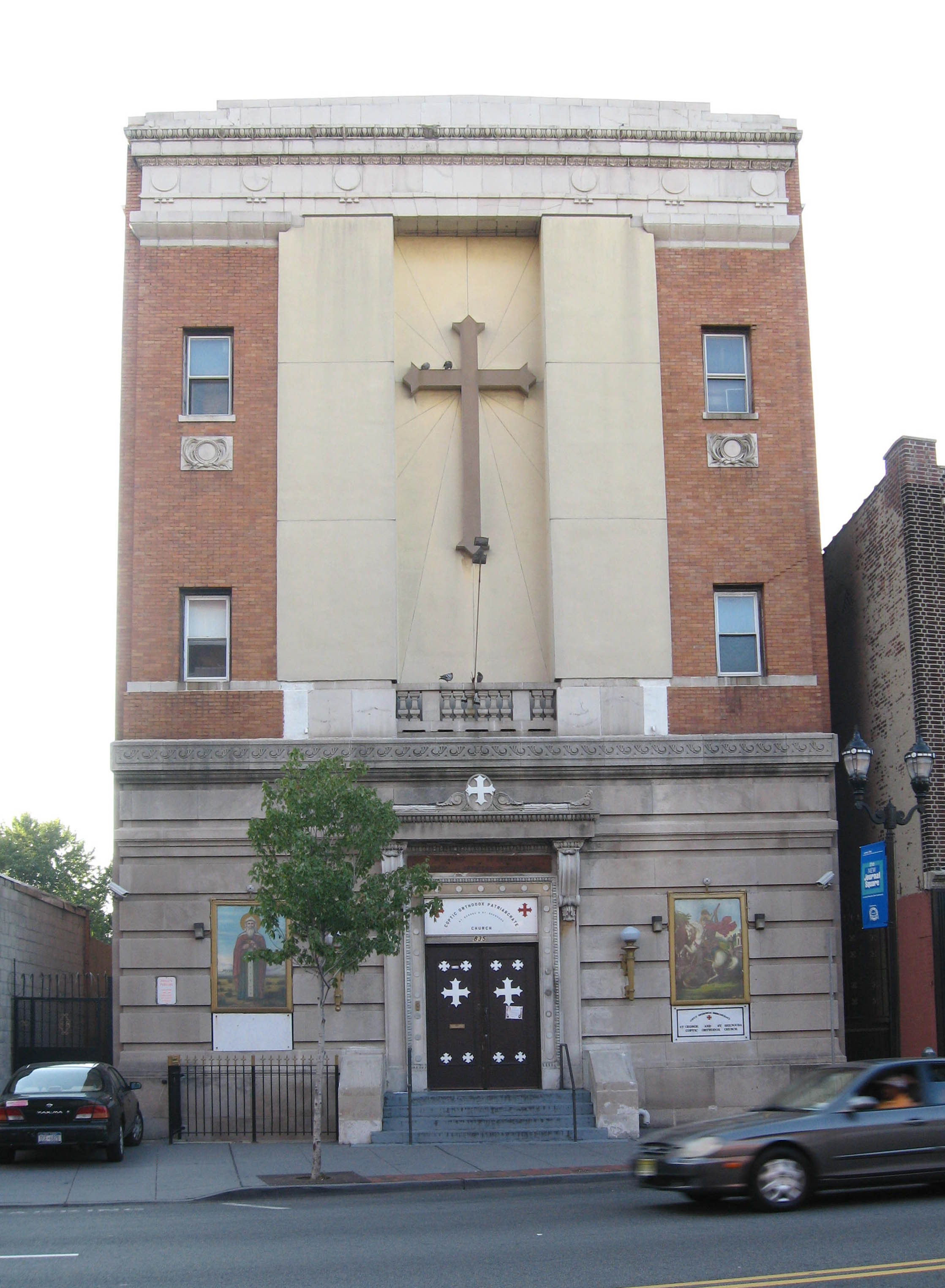
كنيسة مارجرجس والقديس شنودة القبطية الأرثوذكسية في جيرسي سيتي ، نيوجيرسي
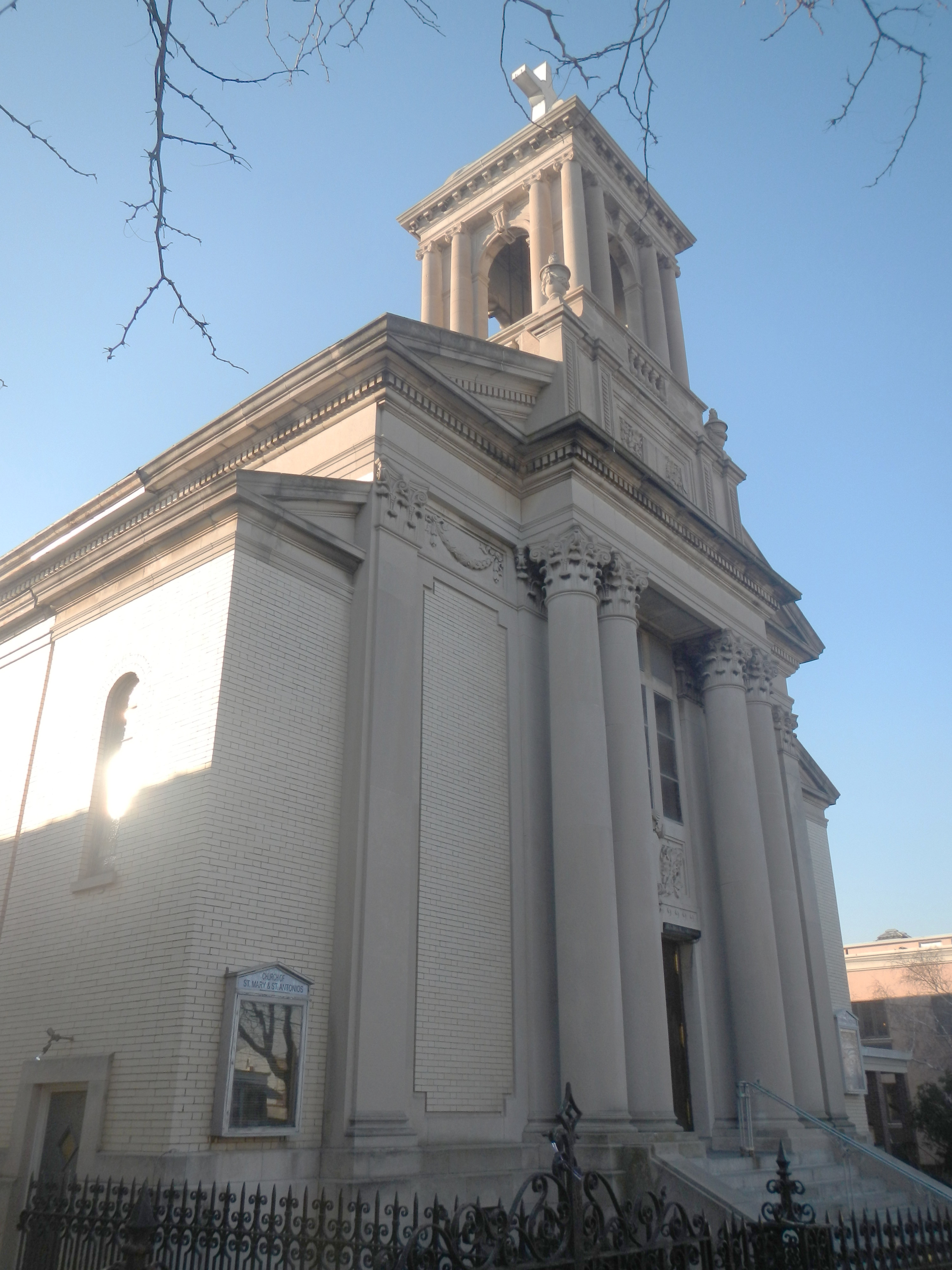
كنيسة القديسة مريم والقديس أنطونيونوس القبطية الأرثوذكسية في كوينز ، نيويورك
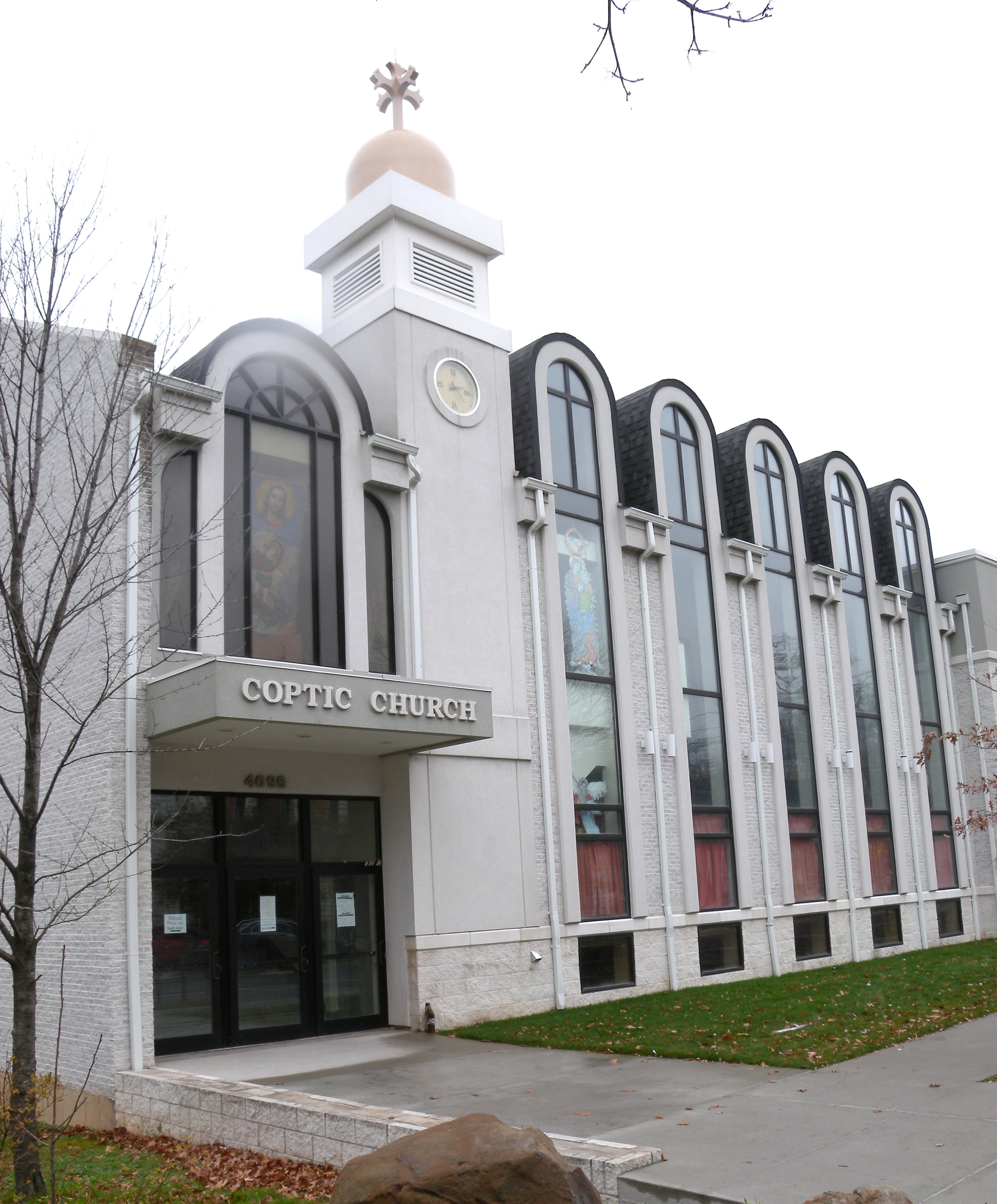
كنيسة رئيس الملائكة ميخائيل ومارمينا القبطية الأرثوذكسية بجزيرة ستاتن ، نيويورك
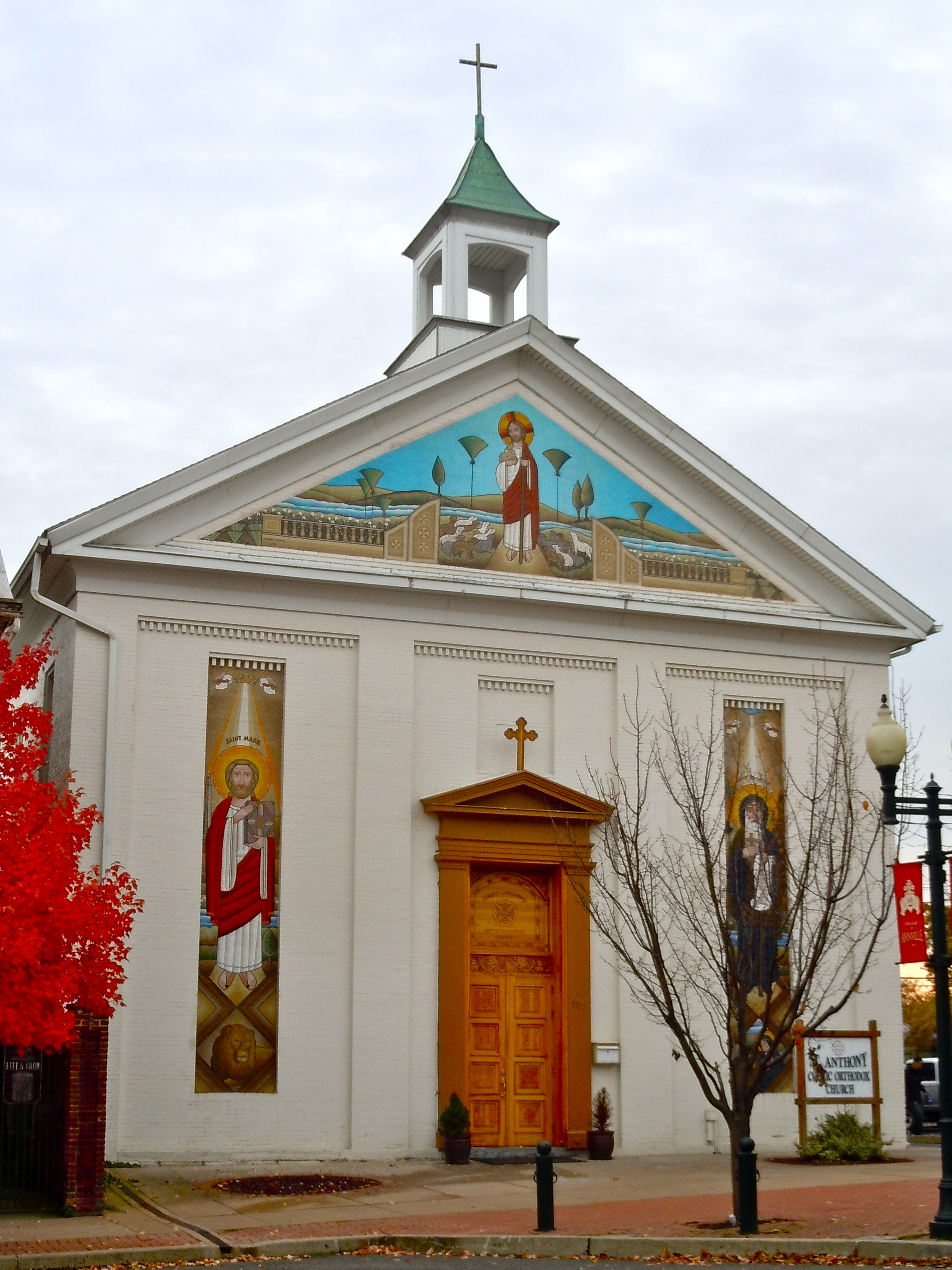
كنيسة القديس أنطونيس القبطية الأرثوذكسية بمدينة أنفيل ، بنسلفانيا
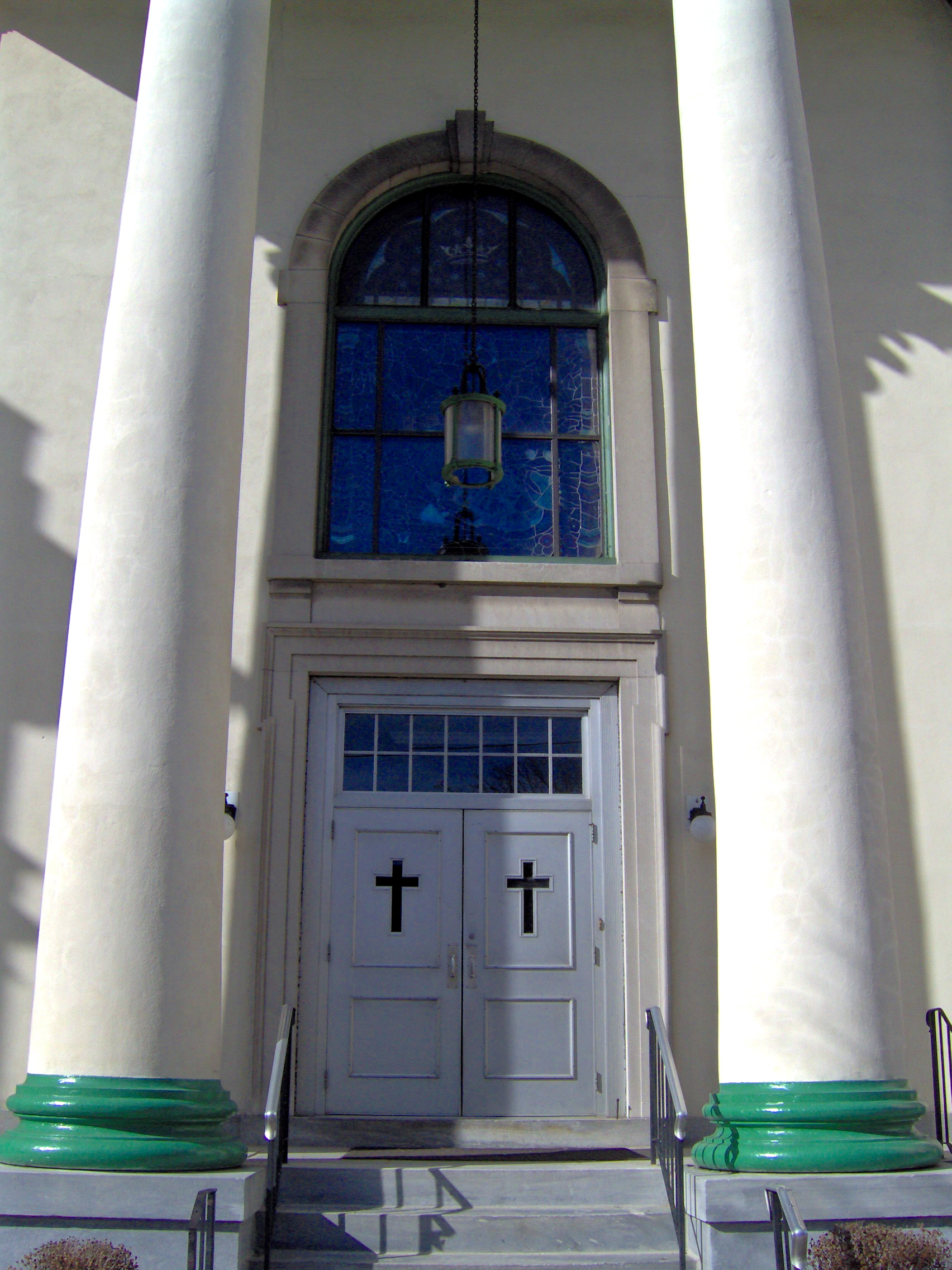
كنيسة مارجرجس القبطية الأرثوذكسية في نوريستاون ، بنسلفانيا
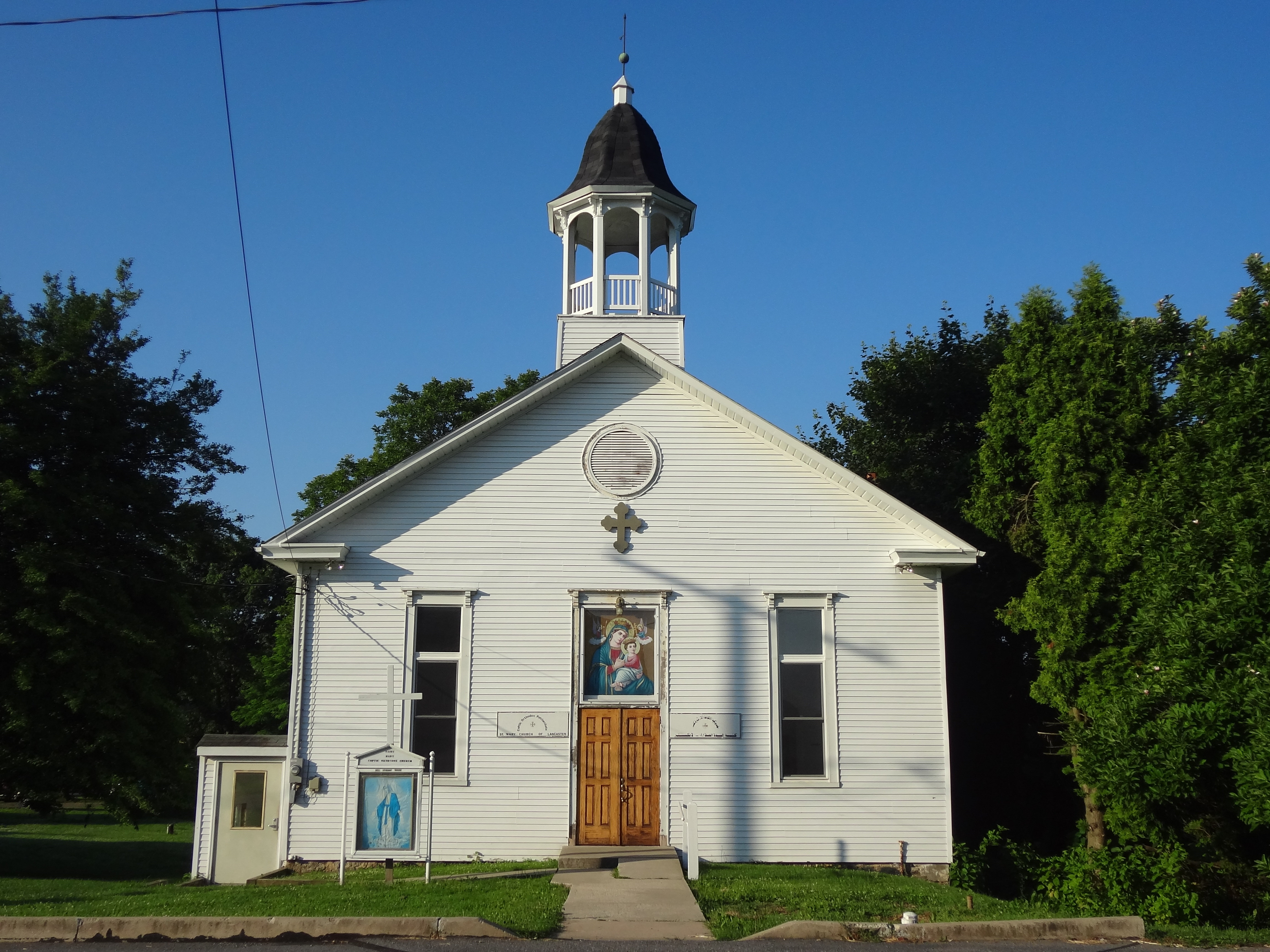
كنيسة القديسة مريم القبطية الأرثوذكسية لانكستر ، بنسلفانيا
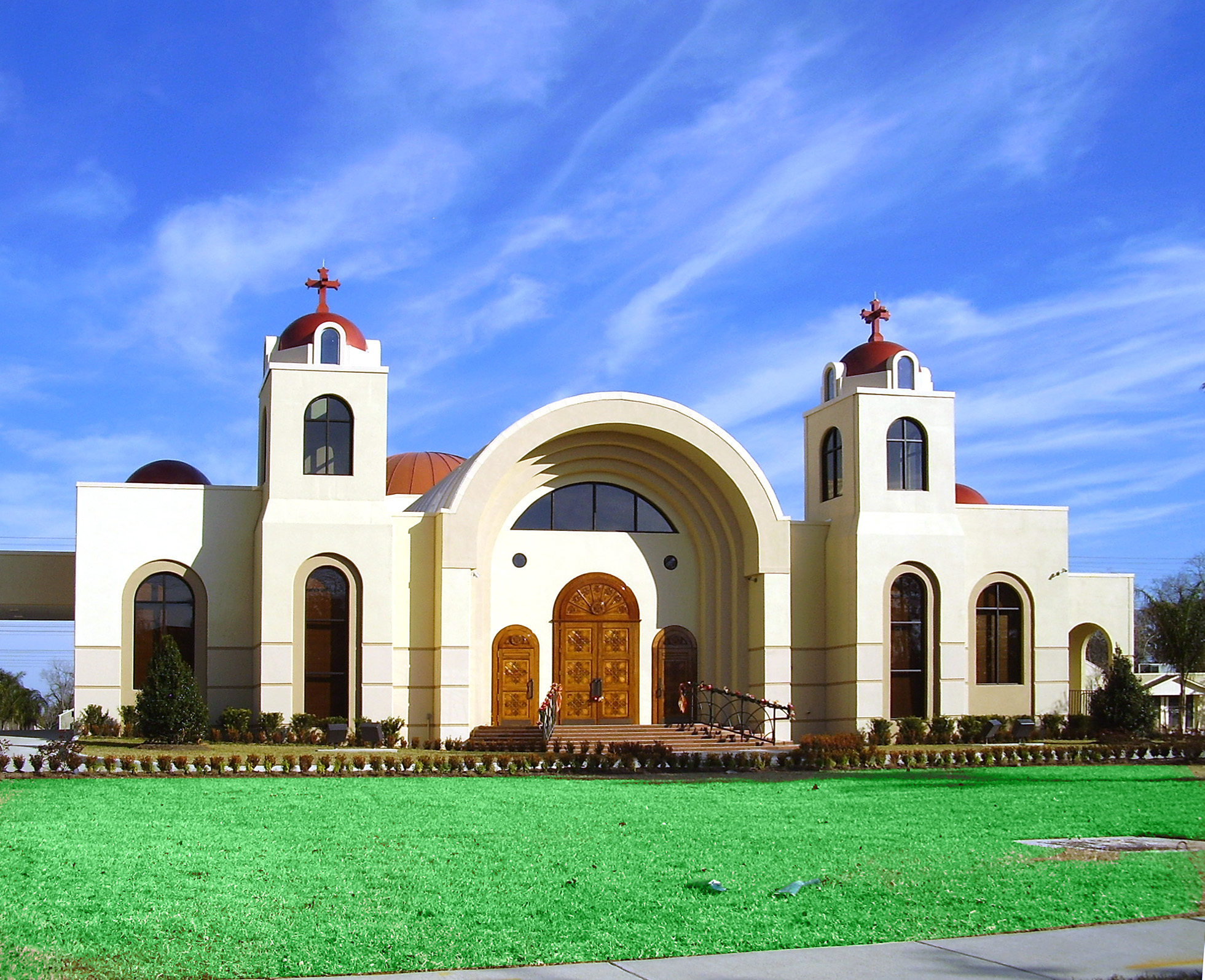
كنيسة مارمرقس القبطية الأرثوذكسية في بيلير ، تكساس

## روابط خارجية
- دليل الأقباط الأرثوذكس للكنائس في الولايات المتحدة
- كنيسة مارمرقس ، أول كنيسة قبطية في الولايات المتحدة
- أبرشية الأقباط الأرثوذكس بلوس أنجلوس
- أبرشية الأقباط الأرثوذكس بجنوب الولايات المتحدة